# イウカの戦い
イウカの戦い（イウカのたたかい、英:Battle of Iuka）は、南北戦争初期の1862年9月19日に、ミシシッピ州イウカで行われた戦いである。イウカ・コリンス方面作戦の最初の戦闘であり、北軍ウィリアム・ローズクランズ少将が南軍スターリング・プライス少将の進軍を止めた。

## 背景
南軍の将軍ブラクストン・ブラッグが1862年9月にテネシー州から北のケンタッキー州に入ったので、北軍のドン・カルロス・ビューエル少将はそのオハイオ軍を率いてテネシー州ナッシュビルから追跡を始めた。南軍はビューエル軍がグラント少将のテネシー軍で補強されるのを防ぐ必要があった。その年の夏、コリンスの包囲戦以降、グラント軍はテネシー州西部とミシシッピ州北部で供給線を守っていた。
9月13日、南軍のスターリング・プライス少将はその西部軍をミシシッピ州テューペロからコリンスの東20マイル (32 km)にあるミシシッピ州北東部イウカの町に移した。そこは北軍の小さな補給基地であり、グラントがメンフィス・アンド・チャールストン鉄道沿線に作った一番東の基地だった。プライスの騎兵隊はそこに駐屯する小さな北軍守備隊が設けた防柵で小競り合いを演じた。9月14日の夜明け前、北軍の指揮官ロバート・C・マーフィー大佐は補給所の物資に火をつけ、その2,000名の旅団を率いてコリンスに戻った。南軍兵士は補給所に駆け込んで火を消し、貴重な物資の大きな集積を手に入れた。グラントはマーフィーを逮捕させ、軍法会議にかけた。
プライス軍はイウカで落ち着き、アール・ヴァン・ドーン少将の西テネシー軍約7,000名の到着を待った。2人の将軍は合流してグラントのテネシー州西部の通信線を攻撃する意図であり、それによってグラントが彼等の期待通りに動けばビューエル軍の応援に行くことを妨げ、もしグラントがより受動的に行動すればブラッグの北部侵攻の支援に回れると考えた。
グラントは攻撃されるのを待たず、南西に行軍するために4日間掛かるヴァン・ドーンの援軍が到着する前に、プライスに2部隊を集中させることを承認した。グラントはエドワード・オード少将のテネシー軍3個師団（約8,000名）にメンフィス・アンド・チャールストン鉄道に沿ってバーンズビルに送り出し、鉄道の北の道を採って北西からイウカに向かうようにさせた。また、ウィリアム・ローズクランズ少将が指揮するミシシッピ軍にはモービル・アンド・オハイオ鉄道沿いに同調して進ませ、2個師団（9,000名）がイウカに南西から回り込んでプライス軍の退路を塞がせ、一方、残りの軍隊でヴァン・ドーンの脅威からコリンスを守ることにした（ヘンリー・ハレック少将が東部に出発して以来、グラントは西テネシー地区の指揮を執っており、地区境界内で活動するローズクランズ軍を指揮下においていた）。比較的複雑な2方向からの攻撃計画はローズクランズの案であり、彼は以前イウカに駐屯していたのでその地域に詳しかった。グラントはオードの作戦本部と共に動き、戦闘中ローズクランズには戦術的な指示をほとんどしなかった。

## 対戦した戦力
イウカにいたプライスの南軍は総勢3,179名であり、次の構成だった。
- ルイス・ヘンリー・リトル准将の師団、イライジャ・ゲイツおよびジョン・D・マーティン各大佐とルイ・ヘーベルおよびマーティン・E・グリーン各准将の旅団。
- フランク・C・アームストロング准将の騎兵旅団

ローズクランズの北軍は約4,500名であり、次の構成だった。
- デイビッド・S・スタンリー准将の師団、ジョン・W・フラーおよびジョセフ・A・モウアー各大佐の旅団。
- チャールズ・S・ハミルトン准将の師団、ジョン・B・サンボーン大佐とジェレマイア・S・サリバン准将の旅団。
- ジョン・K・マイズナー大佐の騎兵師団

エドワード・オード軍はイウカの主戦闘に参加しなかった。

## 戦闘
オードは9月18日の夜にイウカに到着し、夜陰が訪れる前にイウカから約6マイル (10 km)の地点でその威力偵察隊と南軍の哨戒隊との間に小競り合いがあった。ローズクランズ軍は遅れており、泥でぬかるんだ道をまだ進まねばならなかった。さらにその軍隊のうちの1個師団が間違った方向に進み、正しい道路に戻すために反転しなければならなかった。オードは南軍に降伏を要求したが、プライスは拒否した。プライスはヴァン・ドーンから2つの軍がリエンジーで落ち合って、その地域の北軍を攻撃することを示唆する伝言を受け取っていた。プライスは自隊に翌日行軍する準備をしておくよう命じた。ローズクランズ軍は9月19日の朝早くも進軍したが指示されたように2つの道を使うのではなく、ジャシント（ベイスプリングス）道路に沿って進んだ。グラントは、ローズクランズ軍がイウカに着くまでに要する長い時間のことを考えた後で、おそらくは19日中に着かないだろうと判断し、オードにはローズクランズ軍と南軍が交戦する音を聞くまで攻撃を待つように命令した。
ローズクランズ軍は19日に町から2マイル (3 km)に達しており、午後4時半に先遣隊であるサンボーン旅団が、ジャシント道路の分かれ道とフルトンに繋がる道の交差点近くのミル道路で、リトルの師団に急襲されたとき、南軍の哨戒隊を押し返しているところだった。ハミルトンはその部隊を最も利点のある位置に配置させ、砲兵隊はその目的に適う唯一の場所に就かせた。マイズナー大佐は第3ミシガン騎兵隊の1個大隊と共に右翼に送られ、第10アイオワ歩兵連隊と第11オハイオ砲兵連隊の一部が右翼に就いた。
ヘーベル旅団（5個歩兵連隊、騎兵隊の支援あり）が午後5時15分ころにオハイオ砲兵隊の前に進み、100ヤード (90 m)の距離で北軍全線からの一斉射撃にあったにも拘らず、砲兵隊のところまで到達し、その後2度撃退された。3回目の試みで南軍は砲手たちを追い出し、第48インディアナ連隊を第4ミネソタ連隊の所まで後退させた（第11オハイオ砲兵連隊は54名の砲手のうち46名を失い、4人の士官のうち3名も失った。南軍は砲兵隊の6門の大砲全てを捕獲したものの、戦闘中に馬が全て殺されていたためにその利点を生かすことができなかった。）。この時点でスタンリーの師団が戦闘に加わった。第11ミズーリ連隊が右翼の第5アイオワ連隊の後ろに配置され、ミシシッピ2個旅団の最後の絶望的な攻撃を撃退した。プライスが後に「これを上回る戦闘は見たことが無い」と述べた戦闘が暗闇が訪れるまで続いた。イウカの方向に位置するオードの陣地から吹く新鮮な北風が音響陰影を起こして大砲の音が届かず、オードやグラントは戦闘が終わるまで何も気付かなかった。オード軍は数マイル先での激闘の間もただじっとしていた。
夜の間にローズクランズとオードはどちらも夜が明けたときの戦闘再開を予測して自軍を配置させたが、南軍は撤退してしまった。スタンリーが追いかけ、町を砲撃し、多くの落伍兵を追い出した。さらに数マイル追いかけたが、その部隊が疲れていたために逃げ切られ、追跡を諦めた。

## 戦闘の後
北軍の損失は、戦死144名、負傷598名、捕虜または不明40名だった。南軍は戦死263名、負傷692名、捕虜または不明561名だった。最も上級の者では南軍のリトル将軍がプライス将軍と同行している時に銃弾で片目を撃たれた。南軍が放棄した戦利品には、1,629挺の火器、大量の軍需物資および13,000発の弾薬があった。
9月19日の戦闘に続いて、プライスは翌日敵軍と再度戦う決心をしていたが、その部下達が移動してヴァン・ドーン軍と合流することを説得した。プライス軍は十分な殿軍を配置して、見張られていないフルトン道路を通って退却した。ローズクランズ軍はイウカを占領し、9月20日に追跡を掛けたが不成功に終わった。グラントは数マイルを追跡軍と同行したが、間もなく作戦本部に戻り、ローズクランズはその機会を利用して追撃を切り上げたが、それにはグラントが大いに不満だった。南軍はヴァン・ドーン軍と合流し、10月の第二次コリンスの戦いに向かった。